# Alto (Texas)
Alto es un pueblo ubicado en el condado de Cherokee en el estado estadounidense de Texas. En el Censo de 2010 tenía una población de 1.225 habitantes y una densidad poblacional de 277,4 personas por km².

## Historia
En sus cercanías pasaba el Camino Real de los Tejas, que servía para unir los dominios españoles de Texas (Nueva España) y Luisiana española. En 1836 pasó a formar parte de la República de Texas.

## Geografía
Alto se encuentra ubicado en las coordenadas 31°39′4″N 95°4′15″O / 31.65111, -95.07083. Según la Oficina del Censo de los Estados Unidos, Alto tiene una superficie total de 4.42 km², de la cual 4.42 km² corresponden a tierra firme y (0%) 0 km² es agua.

## Demografía
Según el censo de 2010, había 1.225 personas residiendo en Alto. La densidad de población era de 277,4 hab./km². De los 1.225 habitantes, Alto estaba compuesto por el 62.69% blancos, el 24.73% eran afroamericanos, el 0% eran amerindios, el 0.08% eran asiáticos, el 0% eran isleños del Pacífico, el 10.37% eran de otras razas y el 2.12% pertenecían a dos o más razas. Del total de la población el 20.9% eran hispanos o latinos de cualquier raza.